# Mosquetão

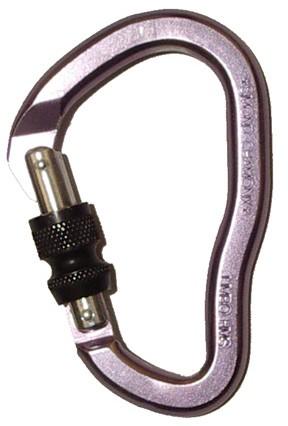
Mosquetão HMS com trava de rosca.

O mosquetão é um anel metálico que possui um segmento móvel, chamado gatilho, que se abre para permitir a passagem da corda. É um equipamento típico de uso em esportes que utilizam cabos (cordas) como item de segurança, como escalada, espeleologia e canyoning.
Existem diversos tipos e formatos, cada qual com uma função especifica.
Mosquetões sem roscas podem ser usados para clipar na cadeirinha os equipamentos que usaremos em uma escalada. Esses mosquetões também podem fazer parte de uma costura e seu gatilho pode ser reto ou curvo.
Mosquetões com rosca servem para ancoragem, para momentos em que é indispensável a máxima atenção por parte do esportista. O mosquetão pode ter o formato ovalado, de um D assimétrico ou ainda formato de pêra (triangular). A rosca do gatilho também pode ser manual ou automática.
Ao contrário do que algumas pessoas pensam, 'mosquetão' não é aumentativo de mosquete (um tipo de espingarda). Esse nome talvez tenha sido herdado de uma peça metálica, de mesmo nome e formato parecido, usada nos antigos relógios de bolso, exatamente a peça que prende o relógio à corrente.

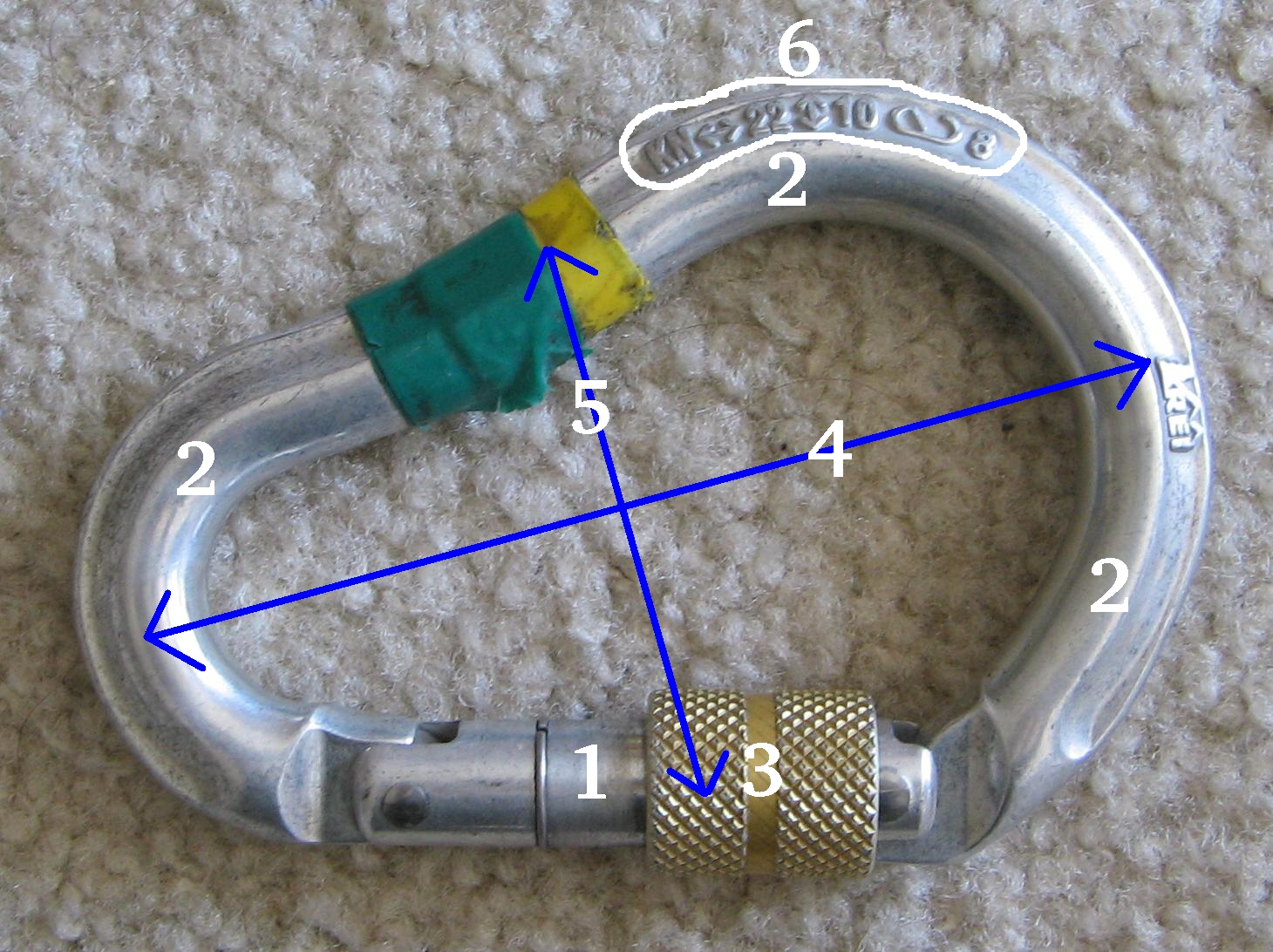
Terminologia básica de um mosquetão com trava. 1. Gatilho. 2. Corpo. 3. Trava. 4. Eixo longitudinal. 5. Eixo transversal. 6. Especificações gravadas de resistência a ruptura.

## Mosquetonagem
Chama-se de mosquetonagem ao acto de se passar a corda numa das costuras, normalmente um mosquetão (donde a expressão), para assegurar a progressão do segundo.

## Tipos de mosquetão
São características importantes nos mosquetões o tipo de trava, o material de construção, o formato, a resistência e a amplitude da abertura.
Na face lateral do mosquetão deverão estar gravadas as informações de homologação e teste do material. A UIAA, a União Internacional das Associações de Alpinismo, estabeleceu a norma UIAA 121, baseada na norma europeia EN 12275:1998 com os padrões de construção para os mosquetões.
Na sequência, as inscrições se referem a:
- Resistência longitudinal com o gatilho fechado
- Resistência transversal com o gatilho fechado
- Resistência longitudinal com o gatilho aberto
- Unidade de medida (ex. kN ou daN, quilonewton ou decanewton)
- Classificação dentro da norma EN 12275. Uma letra:
- B: (basic) – para uso normal
- D: (directional) – uso com fitas expressas
- X: (oval) – uso múltiplo: escalada, espeleologia
- H: (HMS) – para fazer segurança, para uso com nós (belaying)
- K: (klettersteig ou via ferrata) – para autossegurança na via de escalada;

tem trava automática e abertura mínima de 21 mm (todos os outros tipos têm abertura de 15 mm)
- Q: (quick link) – mosquetão para segurança extra, uso em espeleologia, malha rápida (maillon rapide)

Mosquetões sem informações não devem ser utilizados. Há reproduções em alumínio de baixa qualidade, com uso somente como chaveiros ou para pendurar coisas nas mochilas.

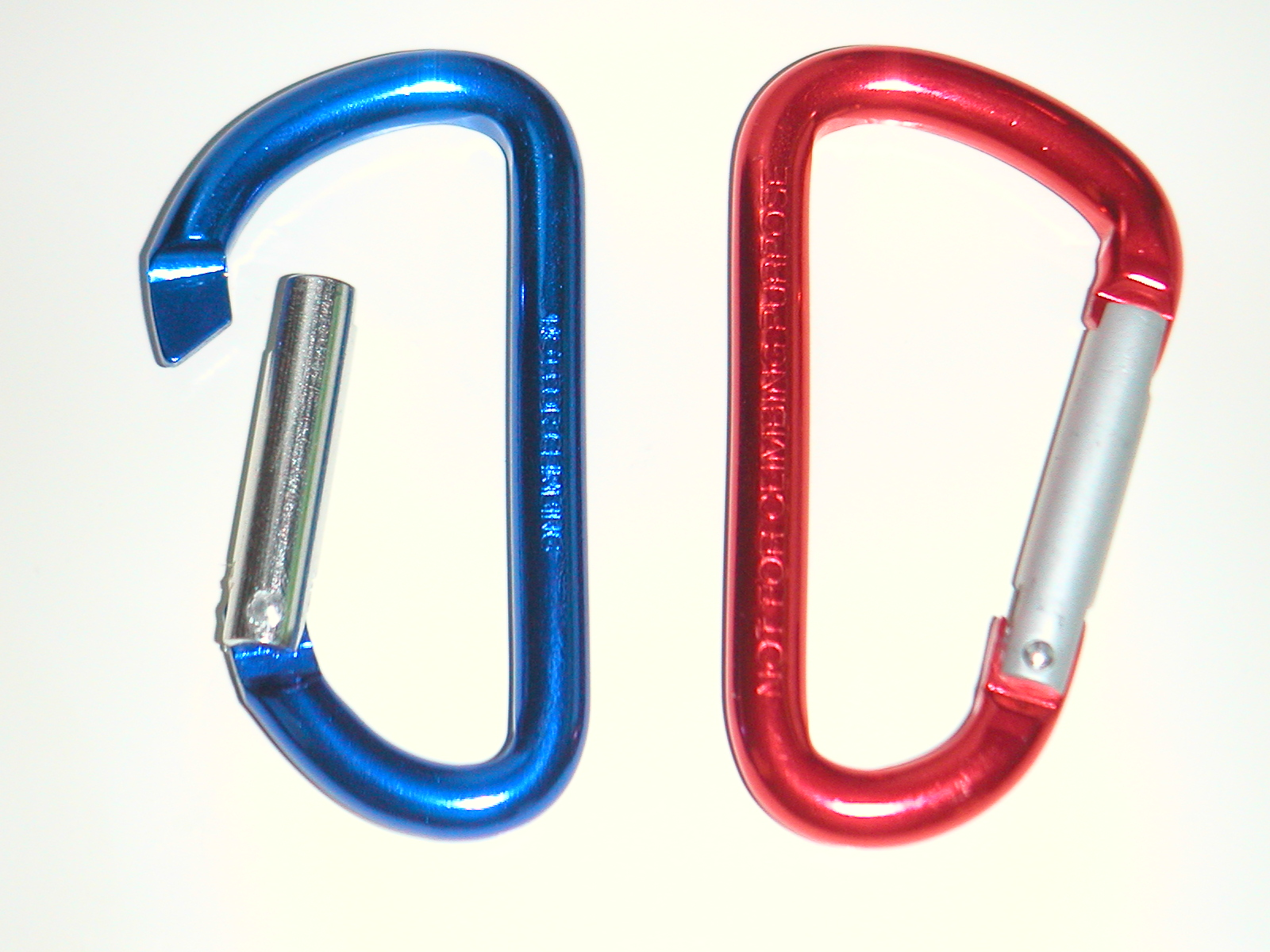
Imitação de mosquetão, sem uso em escaladas.

### Resistência
Uma das principais características do mosquetão a ser observada, a resistência, deve estar inscrita no corpo do equipamento. As resistências por tipo de mosquetão, conforme a norma EN 12275:1998 (Equipamento de alpinismo e de escalada — Mosquetões — Requisitos de segurança e métodos de ensaio), são:
- Resistência longitudinal com o gatilho fechado
- X – 18 kN
- K, Q – 25 kN
- Outros tipos – 20 kN
- Resistência transversal com o gatilho fechado
- B, H, K, X – 7 kN
- Q – 10 kN
- D – não se aplica
- Resistência longitudinal com o gatilho aberto
- K – 8 kN
- B, D – 7 kN
- H – 6 kN
- X – 5 kN
- Q – não se aplica
- O mosquetão tipo K possui as seguintes exigências adicionais:
- abertura mínima de 21 mm
- resistência a pressão lateral (em torção) de 8 kN

Assim, os valores médios para um mosquetão particular podem ser, por exemplo, 22 kN, 8 kN e 10 kN (resistência longitudinal fechado, resistência transversal fechado e resistência longitudinal aberto).
A resistência vem indicada em quilonewton (kN) ou decanewton (daN):
1 kN corresponde a 100 kgf ou 100 kg a 1 g

### Característica da trava
Podem ser com rosca ou sem rosca, com rosca automática ou não.

#### Mosquetão com rosca
Para operações de maior risco - segurança e rapel - um mosquetão de rosca é essencial. Muito simples, porque com rosca o mosquetão não abrirá inesperadamente. Um tubinho é rosqueado por cima da abertura do mosquetão impedindo que este se abra. Um mosquetão de rosca pode parecer mais robusto mas não é mais resistente que um simples. Ele simplesmente fica fechado com mais segurança. Lembre-se que ele somente é um mosquetão de rosca se você lembrar de rosqueá-lo! Porque não usar somente mosquetões de rosca? Para top-roping, não é uma má ideia.

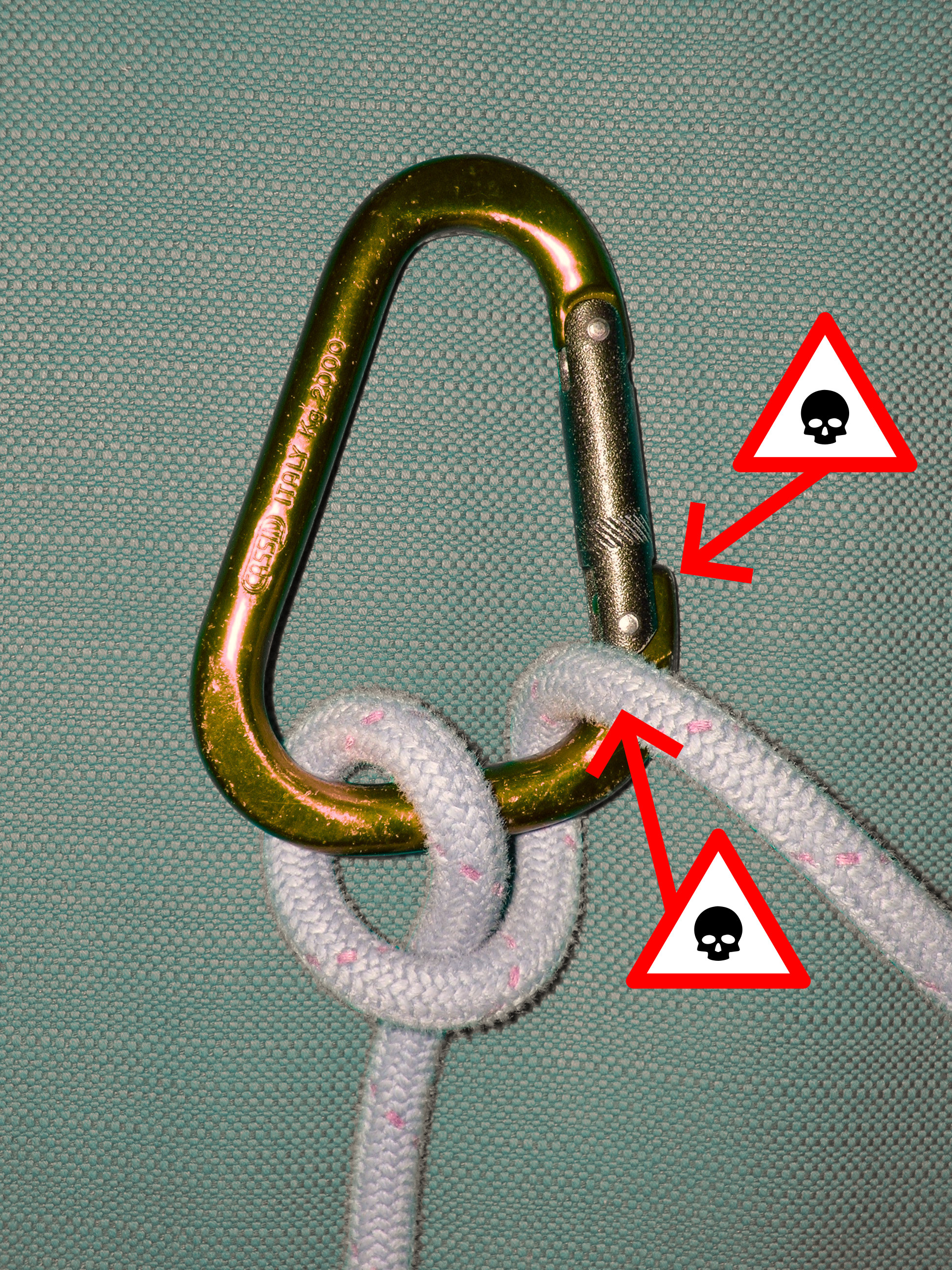
Mosquetão HMS (Pêra) sem trava com Nó UIAA.

##### Trava manual
Nos mosquetões cujo gatilho é travado manualmente pelo acionamento de uma rosca o usuário é obrigado a girar a trava várias voltas completas. Este mecanismo pode tornar desconfortável seu uso em situações em que o escalador esteja estressado, cansado ou precise agir rapidamente. Por ter menos partes, este mecanismo está menos sujeito a defeitos.

##### Trava automática
A rosca automática se caracteriza por um sistema interno de mola que simplifica o mecanismo de acionamento ou liberação da trava, reduzindo o esforço do usuário e aumentando a velocidade da tarefa. Por ter mais partes em sua fabricação, este mecanismo está mais sujeito a defeitos e a uma vida útil mais curta.

#### Mosquetão sem rosca
Muito utilizado em escalada permitindo a rápida e fácil colocação e retirada da corda. Não possui a trava que permite fixar o gatilho.

### Material de construção

#### Liga de alumínio ou zicral
A maior parte dos mosquetões são feitos de uma liga de alumínio 7075 conhecida como Zicral, com 88% alumínio, 6% de zinco, 4% de magnésio e 2% de cobre.

#### Aço
A linha de mosquetões de aço foi desenvolvida para atender as necessidades específicas das áreas Profissional e de Resgate. Devido ao peso tendem a ser utilizados apenas em situações de grande fricção do equipamento com outras partes metálicas, principalmente em sistemas de transporte de cargas. Possuem maior resistência aos desgaste mecânico. Sob tensão extrema tendem a deformar até o rompimento (e não a "estourar").

### Formato
Basicamente os mosquetões são divididos por seu formato em simétricos e assimétricos, se referindo isto à correspondência de medidas entre os dois lados de seu eixo maior. O formato da construção corresponde às possibilidades de uso do equipamento. Os formados mais comuns são o oval, o Delta Simétrico, o Delta Assimétrico e o Pêra (ou HMS).

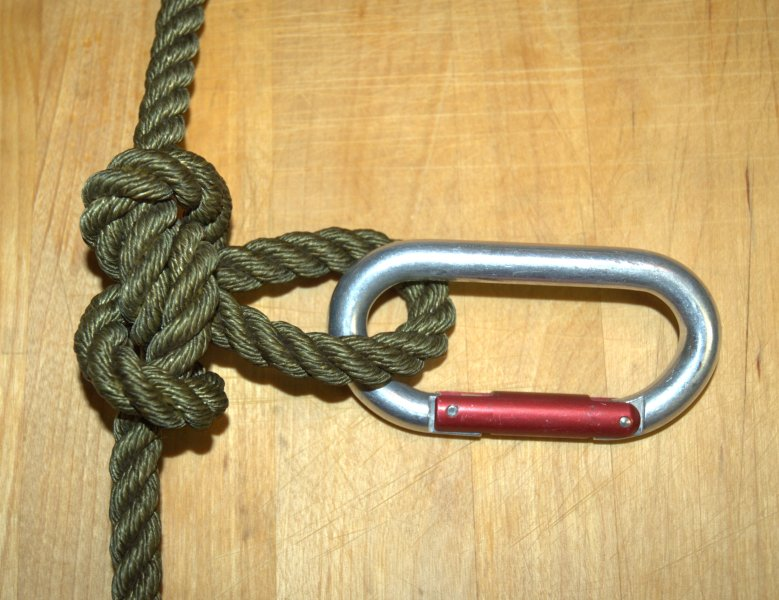
Mosquetão simétrico sem trava em uso em um nó borboleta.

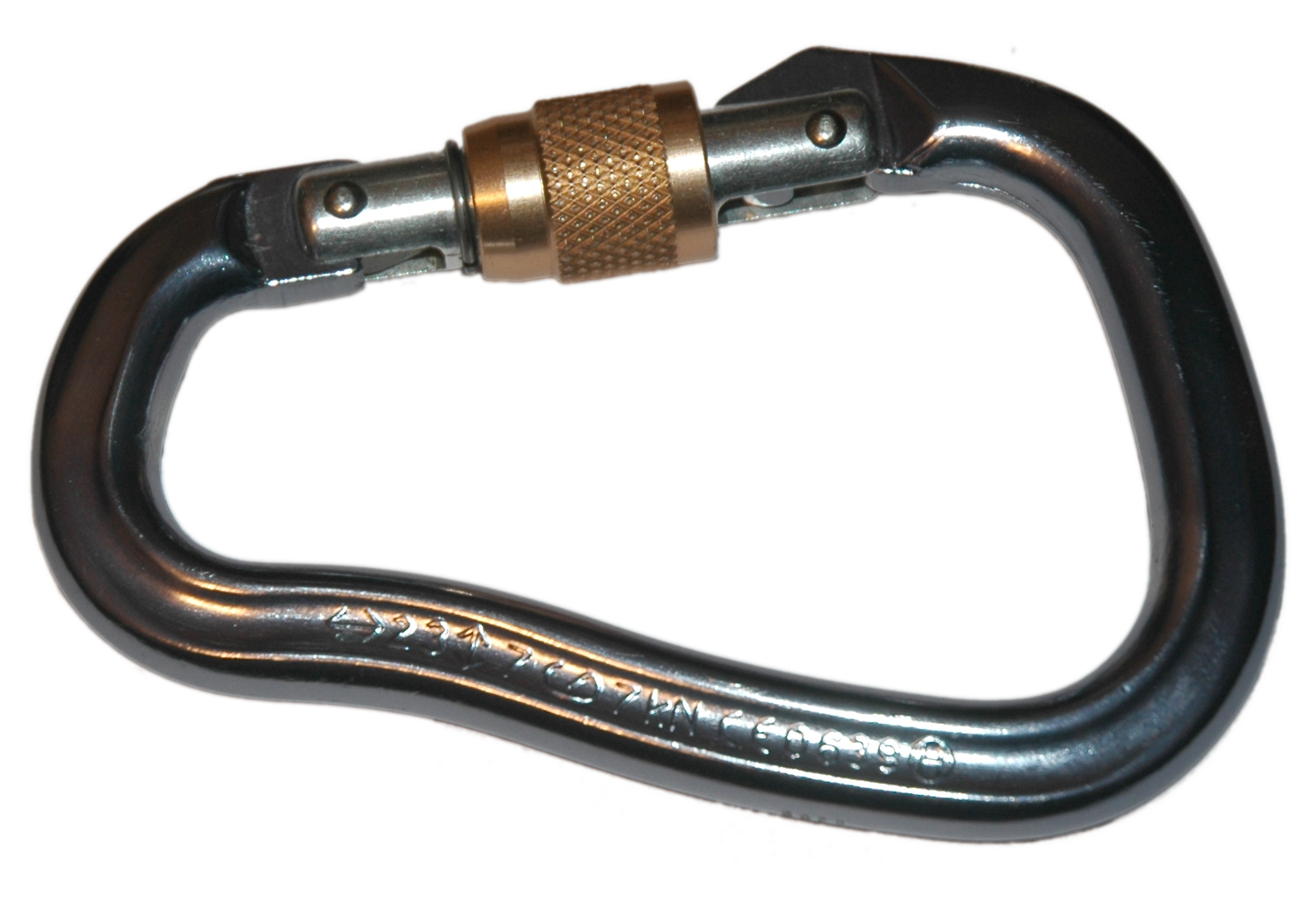
Mosquetão tipo pêra (HMS) com trava manual.

Por exemplo, um mosquetão simétrico em forma de elo de corrente (oval) será adequado ao uso com polias. Um mosquetão "delta"" (em forma de D) e com grande espaço de abertura será adequado para o uso junto ao corpo numa cadeirinha.
Além do uso, o formato determinará o sentido das forças que deverão ser aplicadas ao equipamento, por exemplo em um sistema de transporte de cargas.
O gatilho do mosquetão também possui diferentes formatos de construção que permitem maior facilidade para fisgar uma corda ou alça de equipamento, maior ergonomia ou o aumento do diâmetro de abertura. Este é o caso dos mosquetões delta assimétricos com travas curvas.
Os mosquetões também podem vir de fábrica preparados para o uso com costuras ou fitas expressas (express), com uma pequena barra incorporada a sua base, com a função de evitar que a costura saia do lugar.

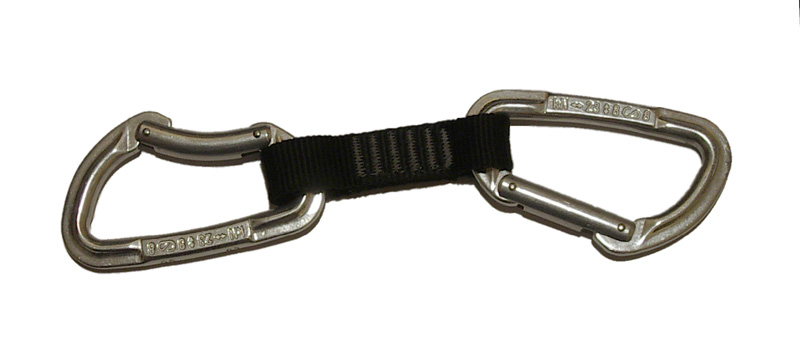
Uma costura, mosquetões delta sem trava unidos por fitas expressas.

Há dois tipos de mosquetão: com gatilho clássico (sólido) e com gatilho tipo wiregate, diferindo na tecnologia de construção, mas com usos e resistências similares.

### Abertura
A abertura de um mosquetão é o espaço livre que resulta do deslocamento do gatilho para a colocação da corda ou outros mosquetões e equipamentos. Quanto maior o espaço aberto, maior a facilidade para o uso.

## Recomendações gerais
Mantenha seus mosquetões limpos e sem arestas que possam danificar a corda. Para remover esta aresta use lixa grana 220-400, se isto não adiantar, destrua o mosquetão. Não guarde mosquetões danificados, você poderá usa-lo por engano e sofrer algum acidente durante a escalada.
Sempre limpe e lubrifique os mosquetões após o contato com água salgada ou maresia.

### Limpeza
Limpe o gatilho na região articulada, soprando o pó e a sujeira. Se uma limpeza adicional for requerida, lave o gatilho em água quente com detergente neutro. Enxágue bem e lubrifique a articulação com pó de grafite ou WD-40. Retire o excesso de lubrificante. O uso do pó de grafite ou outro lubrificante seco, conserva a limpeza por mais tempo impedindo o acumulo de sujeira.

### Conservação
Mantenha todos os mosquetões longe de umidade ou maresia, equipamentos ou roupas úmidas e também agentes químicos.

### Inspeção
Cheque seus mosquetões regularmente e verifique rachaduras e corrosão. Tenha certeza de que o gatilho abre e fecha apropriadamente. Se o gatilho não funciona apropriadamente , ou está torto, separe o mosquetão.
Mosquetões que sofreram grandes quedas também devem ser rejeitados.

## Alguns cuidados
Apesar de o mosquetão ser muito resistente, deve ter-se um cuidado muito grande com ele. Nunca deixe um mosquetão na areia, pois ele pode ficar difícil de abrir. Outro cuidado, e talvez o mais importante que deve-se tomar, é de não deixá-lo cair no chão. Se o seu mosquetão, ou o oito, caírem de uma altura de mais de 2 m no chão, é aconselhável que você os descarte. Acontece que, ao cair, podem surgir microfissuras em sua estrutura, tornando-o perigoso. Então, não hesite em descartá-lo. Afinal, a sua vida está em jogo, e creio que ela valha mais do que 40 reais, o preço de um simples mosquetão.

### Utilização em caso de queda
É difícil estabelecer se uma queda gerou algum dano estrutural no mosquetão. Para comprovar sua resistência, seria necessário um ensaio destrutivo - o que não serviria de nada! - ou um ensaio semelhante a um raio X para a identificação de microfissuras, porém o custo superaria o valor do mosquetão. Quando o seu mosquetão sofrer uma pequena queda, faça uma inspeção minuciosa a procura de alguma marca profunda gerada pela queda, se for uma grande queda em uma superfície rígida, descarte-o. O mais importante é que se utilize o bom senso. Quando estamos lidando com a nossa segurança não pode existir dúvida. Se não existir plena confiança no seu mosquetão, é melhor que o utilize em outra função, como içamento de carga, por exemplo.

### Vida útil dos mosquetões
Vida útil é o tempo que o equipamento leva para perder suas características mecânicas sem desgaste, ou seja, sem uso. Não existe nenhum estudo científico conhecido sobre a vida útil do Al 7075 utilizados nos mosquetões, porém já tivemos casos de mosquetões com mais de 10 anos de uso que mantinham suas características e romperam acima da carga estimada.

### Retirada de uso
Novamente o bom senso é o melhor parâmetro, mas alguns dos casos em que os mosquetões deverão ser descartado são:
- mola do gatilho quebrada;
- grandes quedas (vide primeira questão);
- desgaste pela fricção com a corda;
- desgaste por ação mecânica de outro equipamento de metal.

### Limpeza de mosquetões e polias
Primeiro, limpe o mosquetão com um pano úmido a água para remover o excesso de partículas e outros corpos. Após totalmente limpo, seque com um pano e lubrifique os eixos ou molas com um óleo de máquina monoviscoso e de baixa viscosidade. Durante a aplicação do óleo mexa o gatilho ou gire as polias para que haja uma melhor penetração do produto e após a aplicação remova todo o excesso de óleo para evitar o contato com os equipamentos de tecido.